# Слипченко, Александр Сергеевич
Александр Сергеевич Слипченко (20 декабря 1939, Одесса, Украинская ССР, СССР) — украинский дипломат, журналист, писатель. Чрезвычайный и полномочный Посол Украины. Был редактором на телевидении. 

## Биография
Дипломат и общественный деятель родился в Одессе в 1939 году. В 1961 году он окончил факультет журналистики Киевского государственного университета имени Тараса Шевченко, а в 1972 году — Дипломатическую академию МИД СССР.
Александр Слипченко в совершенстве владеет английским и французским языками. Он прошёл путь от первого поверенного в делах Украины во Франции до посла независимой Украины в Швейцарии, одновременно являясь постоянным представителем в ООН и других международных организациях в Женеве. Кроме того, он занимал должности постоянного представителя в ЮНЕСКО, посла в Швеции, Дании и Норвегии, а также посла Украины в Израиле.
Является автором книг, преподавателем и членом научного общества истории дипломатии и международных отношений. Он также ведёт активную общественную деятельность.
С 1991 по 09.1992 — постоянный представитель Украины при ЮНЕСКО в Париже.
С 02.1992 по 09.1992 — временный поверенный в делах Украины во Франции.
С 09.1992 по 10.1997  — чрезвычайный и полномочный Посол Украины в Швейцарии.
С 09.1992 по 05.1996  — постоянный представитель Украины при Отделении ООН и других международных организациях в Женеве.
С 11.1997 по 01.1999 — начальник Управления Европы и Америки, второго территориального управления МИД Украины.
С 01.1999  по 11.2002 — чрезвычайный и полномочный Посол Украины в Швеции.
С 09.1999  по 11.2002 — чрезвычайный и полномочный Посол Украины в Дании по совместительству. 
С 09.1999 по 11.2002  — чрезвычайный и полномочный Посол Украины в Норвегии по совместительству.
С 14.11.2002 по 07.2004  — чрезвычайный и полномочный Посол Украины в Государстве Израиль.

## Автор книг
- От имени страны. Заметки о дипломатии и дипломатах : художественно-документальное издание / А. Слипченко. – К. : Задруга, 2009. – 688 с.[9]
- Служба царская и комиссарская. Заметки о дипломатии и дипломатах (2). : художественно-документальное издание / А. Слипченко. – К. : Задруга, 2009. – 604 с.
- И был им всякий почет… Заметки о дипломатии и дипломатах (3) : художественно-документальное издание / А. С. Слипченко. – К.: Задруга, 2011. – 536 с.[10]
- Дипломатическая кухня. / А. С. Слипченко. – К.: Задруга, 2015.
- Умение помнить. Заметки о дипломатии и дипломатах (4) : художественно-документальное издание / А. С. Слипченко. – К.: Задруга, 2019